# Cándido Cerdeiriña
Cándido Cerdeiriña Estévez (Laza, 27 de enero de 1870 – Villaza de Monterrey, 2 de octubre de 1947) fue un terrateniente y emprendedor, fundador de la Granja Agrícola Cerdeiriña y de las Bodegas Cerdeiriña e inventor de las Escopetas Golondrina.

## Biografía
Fue descendiente de los terratenientes de la Casa de Cerdeiriña en San Juan de Laza y de los hidalgos de la Casa de Valderrique en San Andrés de Marrubio. Después de completar sus estudios en Orense se trasladó a Santiago de Compostela, donde residió en la Casa de Raviña de la rúa do Castrón Douro. Perteneció a la Real e Ilustre Cofradía del Rosario y fue miembro directivo del Círculo Jaimista como reivindicador legitimista. Durante la primera década del siglo XX fue adjudicatario de numerosos proyectos de obras públicas, tales como la construcción de las carreteras de Santiago a Santa Comba, de La Coruña a Sada y de Padrón a Antequeira, y del suministro de acopios para el mantenimiento de otras carreteras, a la vez que disfrutó de la concesión exclusiva del abastecimiento de víveres a los establecimientos provinciales de la Beneficencia y al Hospital de los Reyes Católicos.
En 1908 desarrolló a través de la Manufactura Armera Eibarresa la patente de las Escopetas Golondrina, que gozaron de gran predicamento en su época gracias a un diseño que conciliaba solidez y ligereza. A lo largo de los años siguientes centró sus esfuerzos en desarrollar en parte de sus latifundios un proyecto de parque agrícola, vitícola, avícola, apícola y cunícola con razas de selección para la exportación a toda España de productos de cosecha propia, estableciendo la Granja Agrícola Cerdeiriña en Villaza de Monterrey. Con el fin de satisfacer la creciente demanda de su producción vinícola fundó después las Bodegas Cerdeiriña, cuyos vinos finos de mesa, con despacho directo en las Casas Reales de Santiago, llegaron a ser premiados con diploma en la III Feria Exposición de Ribadavia y popularizaron el eslogan “el hombre hace el vino, el vino rehace al hombre”.
Su álbum personal, comenzado en mayo de 1889 y concluido en enero de 1902, contiene composiciones originales de, entre otros, Barcia Caballero, Alfredo Brañas, García Acuña, Valentina Lago-Valladares y Pérez Placer, además de prosas carlistas y dibujos de ilustradores y pintores como Castelao, Francisco Blanch o Gerónimo Garabal. El álbum fue objeto de estudio entre 1967 y 1968 por parte de Carballo Calero y José Luis López Cid a raíz del descubrimiento de Fernández Casas, poeta desconocido de la época del Rexurdimento que firma los versos de A miña cantiga (p. 48), composición que por su lenguaje, por sus usos dialectales y por el empleo de una insólita forma de sextina revela la autoría de un buen versificador y conocedor de la lengua gallega.

## Vida personal
Fue hermano del Reverendo Padre Juan Cerdeiriña, Rector de las Escuelas Pías de Yecla, y del empresario hotelero José Cerdeiriña, además de tío del pianista compostelano Manolo Cerdeiriña, discípulo predilecto del maestro Tragó.